# Бомбарда Блейкера
Бомбарда Блэкера (англ. Blacker Bombard), принятая на вооружение под названием Надкалиберный миномёт, 29-мм(англ. 29 mm Spigot Mortar) — британская 29-мм противотанковая и противопехотная мортира-миномёт, разработанная подполковником британской армии Стюартом Блейкером во время Второй мировой войны.
Бомбарда со станком весила более 150 кг, её обслуживал расчёт из шести человек. Разлёт снарядов был таков, что попасть в цель можно было с расстояния не более 40—50 метров. Малая дальность эффективного попадания и значительный для ручной переноски вес системы привел к тому, что большая часть бомбард были расположены на стационарных позициях с бетонным основанием.
Первые бомбарды были изготовлены в конце 1941 года и к июлю 1942 года поступили в части. Командиры и солдаты не любили тяжелую мортиру, редко её использовали и даже тайно пытались избавиться от них.
Несмотря на отрицательную оценку оружия, Блейкеру было поручена разработка более легкого противотанкового гранатомёта. Проект, названный англ. Baby Mortar стал основой британского универсального ручного гранатомёта PIAT, остававшегося на вооружении нескольких стран вплоть до 1950-х годов. Принцип метания мин также лёг в основу противолодочной системы Хеджхог.

## Разработка
После разгрома у Дюнкерка в британской армии осталось лишь 167 противотанковых пушек, таким образом, на фоне угрозы немецкого вторжения срочно потребовалось дешевое противотанковое средство. Таковым была признана, в частности, конструкция майора Гарри Нортовера, который предложил простейший гранатомёт, стоящий, по его расчётам, менее 10 фунтов стерлингов. Параллельно подполковник британской армии Стюарт Блейкер предложил тяжелый противотанковый миномёт работу над которым начал ещё в межвоенный период.
Надкалиберная система привлекала Блейкера небольшими габаритами системы: в отличие от миномёта классической схемы, надкалиберный не требовал длинного ствола, так как мина навинчиалась на направляющую втулку.

## Устройство и конструкция

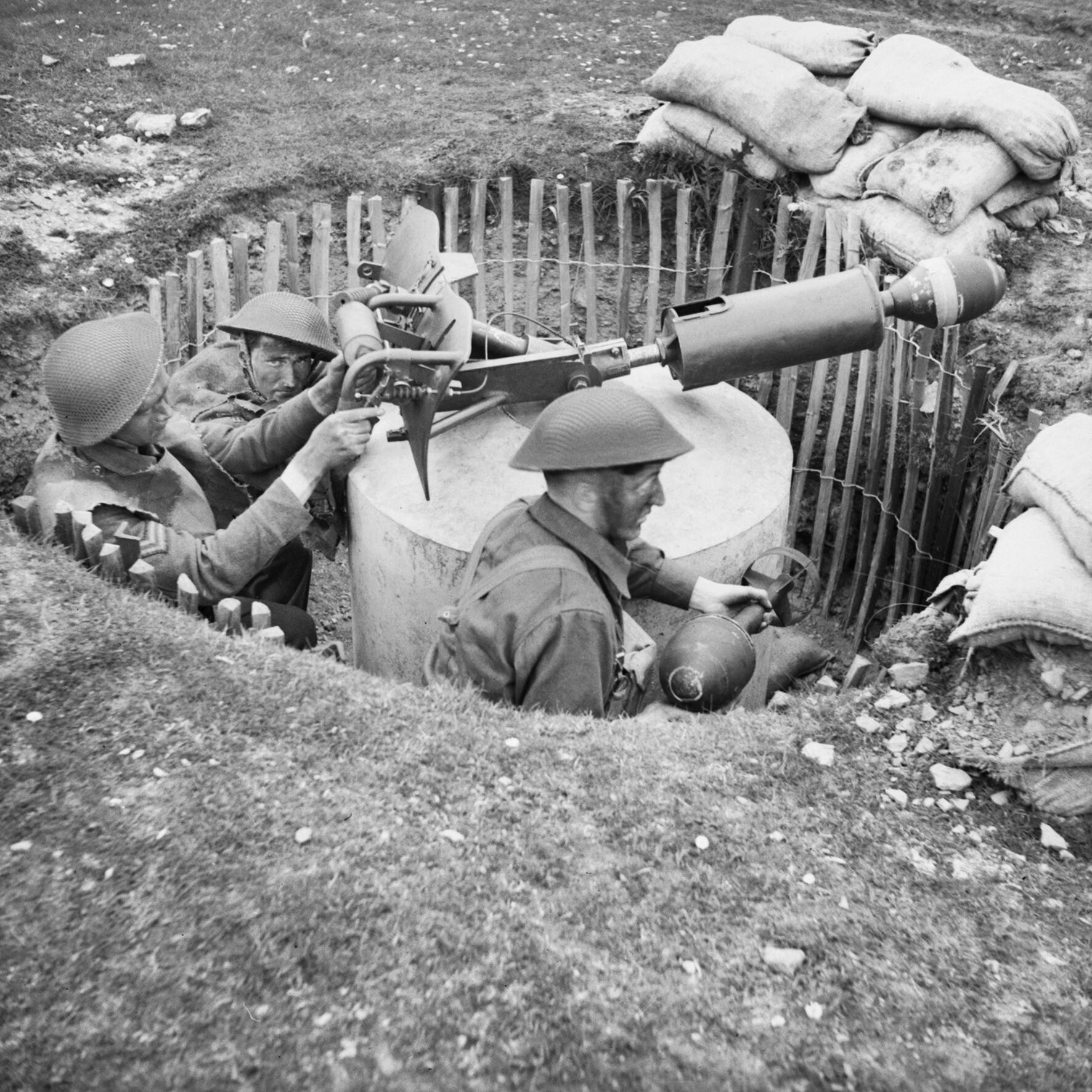
Бомбарда на стационарной позиции. 20 мая 1943 года

Полуавтоматическая гладкоствольная метательная установка стреляла оперёнными противотанковыми или осколочными снарядами, сконструированными на основе 2-дюймовой артиллерийской мины, а также гранатами. Бомбарда могла вести огонь как со стационарной позиции (с бетонного ложемента), так и с переносного станка. Стационарный вариант чаще всего обслуживал уменьшенный расчёт из трёх человек (включая командира), так как не требовалось переносить тяжёлый станок.

### Боеприпасы
Основным боеприпасом бомбарды являлась девятикилограммовая мина, имевшая запас взрывчатого вещества в 5 килограмм. Несмотря на то, что она не могла пробить броню немецкого танка, её мощности хватало, чтоб повредить его достаточно сильно.

## Применение
Первые бомбарды были изготовлены в конце 1941 года и к июлю 1942 года поступили в части. Командиры и солдаты не любили тяжелую мортиру, редко её использовали и даже тайно продавали поступившие мортиры на металл. Историк Филипп Клифорд описывает попытки солдат обмена мины и бомбард на пулемёт Томпсона, чтобы избавиться от них. К июлю 1942 года бомбарды были вытеснены как из войск, так и с частей Территориального ополчения, точные даты снятия с вооружения, однако, отсутствуют.

## Операторы
- Великобритания
- СССР — около 250 бомбард было поставлено в 1941—1942 годах[1]

## Современность
Согласно изданию, 351 забетонированный постамент для бомбарды Блейкера сохранился в Британии до наших дней.